# Callús
Callús è un comune spagnolo di 1 338 abitanti situato nella comunità autonoma della Catalogna.